# 江凌
江凌（1964年9月—），男，汉族，广东紫金人，中华人民共和国政治人物。华南理工大学企业管理专业毕业，中山大学汉语言文学专业在职本科学历。现任中共河南省委常委、洛阳市委书记，省人大常委会副主任。

## 生平
1984年7月毕业于惠阳师专（现惠州学院）中文系，随后参加工作。1986年6月加入中国共产党。历任东莞县石龙镇人民政府干部；东莞县、市委办公室办事员；东莞市委研究室副主任；东莞市委政策研究室调研科科长；东莞市委办公室秘书科科长；东莞市委副秘书长；东莞市寮步镇委副书记、镇长；东莞市寮步镇委书记；东莞市委秘书长；东莞市对外贸易经济合作局局长；东莞市委常委、宣传部长；东莞市委常委、副市长等职。2011年10月，任中共清远市委副书记，市政府代市长，党组书记，2012年1月9日当选清远市人民政府市长。2013年，当选第十二届全国人民代表大会广东地区代表。
2015年1月31日，任中共珠海市委副书记、珠海市代市長，2月5日当选珠海市人民政府市长。2016年1月，任中共韶关市委书记。2017年2月，任中共广东省委秘书长、办公厅主任、改革办主任。2017年5月，任中共广东省委常委、秘书长。
2018年7月，任中共河南省委常委。2019年1月，兼任河南省委宣传部部长。2021年7月，任中共洛阳市委书记。
2025年1月，当选河南省人民代表大会常务委员会副主任。